# Antrophyum reticulatum
Antrophyum reticulatum är en kantbräkenväxtart som först beskrevs av Forst., och fick sitt nu gällande namn av Georg Friedrich Kaulfuss. Antrophyum reticulatum ingår i släktet Antrophyum och familjen Pteridaceae. Inga underarter finns listade.